# San Feliz de Órbigo
San Feliz de Órbigo es una localidad española perteneciente al municipio de Villares de Órbigo, en la provincia de León, comunidad autónoma de Castilla y León.

## Geografía

### Ubicación
| Noroeste: Moral de Órbigo   | Norte: Gualtares de Órbigo | Noreste: Villamor de Órbigo |
| Oeste: Moral de Órbigo      |                            | Este: Villamor de Órbigo    |
| Suroeste Villares de Órbigo | Sur: Villares de Órbigo    | Sureste: Hospital de Órbigo |

## Historia
En el Catastro de Ensenada, del 14 de septiembre de 1751, hay una serie de 40 preguntas y una contestación a este interrogatorio. El resumen de este: la población es San Feliz de Órbigo y dicho lugar es propio del real Colegio de San Andrés de Espiraneda orden de Padre San Benito a quién pagan los vecinos. Los huertos producen sin descanso lino, nabos, trigo y algunos plantados con frutales: pera, manzana, cereza, castañas, nuez. También hay negrillos, álamos, paleras. El derecho que se halla impuestos sobre las tierras es el diezmo de diez que perteneciese al cura párroco de este lugar a excepción de una casa de los frutales pertenecientes a ella. Hay tres casas de molinos harineros que muelen con agua corriente de la acequia y no otra. No hay más esquilmo que la lana que producen los corderos de cría. Por alguna de las casas se paga el suelo al Real Monasterio de Espinareda.

## Demografía
Evolución de la población
| Gráfica de evolución demográfica de San Feliz de Órbigo entre 2000 y 2014 |
|                                                                           |
| Población de derecho (2000-2014) según el padrón municipal del INE        |